# Exportação (lógica)
Exportação é uma regra de substituição válida na lógica proposicional. A regra permite que enunciados condicionais com  antecedentes conjuntivos  sejam substituídos por declarações com consequentes condicionais  e vice-versa, em provas lógicas. A regra é que:
{\displaystyle ((P\land Q)\to R)\Leftrightarrow (P\to (Q\to R))}
Onde "{\displaystyle \Leftrightarrow }" é um símbolo metalógico que representa "pode ser substituído em uma prova."

## Notação Formal
A regra da exportação pode ser escrita em notação de sequentes:
{\displaystyle ((P\land Q)\to R)\dashv \vdash (P\to (Q\to R))}
onde {\displaystyle \dashv \vdash } é um símbolo metalógico que significa que {\displaystyle (P\to (Q\to R))} é um equivalente sintático de {\displaystyle ((P\land Q)\to R)} em alguns sistemas lógicos;
ou na forma de regra:
{\displaystyle {\frac {(P\land Q)\to R}{P\to (Q\to R)}}}, {\displaystyle {\frac {P\to (Q\to R)}{(P\land Q)\to R}}.}
onde a regra é que, sempre que uma instância de "{\displaystyle (P\land Q)\to R}" é exibida em uma linha de uma prova, ela pode ser substituída por "{\displaystyle P\to (Q\to R)}" e vice-versa;
ou como uma afirmação de uma  tautologia verofuncional ou teorema da lógica proposicional:
{\displaystyle ((P\land Q)\to R))\leftrightarrow (P\to (Q\to R)))}
onde {\displaystyle P}, {\displaystyle Q} e {\displaystyle R} são proposições expressas em alguns sistemas lógicos.

## Linguagem Natural

### Valores de verdade
A qualquer momento, se P→Q é verdadeira, ela pode ser substituída por P→(P∧Q). Um possível caso em que P→Q é verdadeira, é P ser verdadeira e Q ser verdadeira, assim, P∧Q também é verdade, então P→(P∧Q) é verdadeira.  Outro caso possível é P ser falsa e Q verdadeira. Assim, P∧Q é falsa e P→(P∧Q),  falso→falso, é verdadeiro. O último caso ocorre quando P e Q são falsas. Assim, P∧Q é falsa e P→(P∧Q) é verdadeira.

### Exemplo
Chove e o sol brilha implica que há um arco-íris. Assim, se chove, então o sol brilha implica que há um arco-íris.

## Relação com funções
A exportação é associada com "Currying" através da correspondência de Curry–Howard.